# Субпрефектура Ітайм-Пауліста/Віла-Куруса
Субпрефектура Ітайм-Пауліста/Віла-Куруса (порт. Subprefeitura do Itaim Paulista/Vila Curuçá) — одна з 31 субпрефектури міста Сан-Паулу, розташована на сході міста. Її повна площа 21,7 км², населення понад 358 тис. мешканців. Складається з двох округів:
- Ітайм-Пауліста (Itaim Paulista)
- Віла-Куруса (Vila Curuçá)